# Горгіппія
Горгі́ппія (грец. Γοργιππία), археологічна пам’ятка — давньогрецьке місто. Пам’ятка розташована на території сучасного міста Анапа (нині місто Краснодарського краю, РФ) на площі близько 40 га.

## Історія
У 2-й половині 6 століття до н. е. елліни заснували тут поліс під назвою Синдик (Синдська гавань). Після приєднання його у 4 ст. до н. е. до Боспорського царства він одержав назву Горгіппія на честь брата боспорського царя Горгіппа з династії Спартокідів.
Місто згадується Страбоном та Стефаном Візантійським. Горгіппія була однією з основних гаваней та опорним прикордонним пунктом на південному-сході Боспорської держави, керували нею намісники царя. У 4—3 ст. до н. е. простежується розквіт економіки та культури Горгіппії: її територія значно розширюється, зводяться монументальні будинки, споруджується святилище Деметри (у грецькій міфології — богиня родючості та землеробства), розвиваються ремесла, перш за все керамічне (у місті існували великі ергастерії — ремісничі майстерні, квартал гончарів). Близько середини 3 ст. до н. е. місто зруйновано, але його досить швидко відновили.
Наприкінці 2 ст. до н. е. Горгіппія входить до складу Понтійського царства, з-під влади якого звільняється в 63 році до н. е. У 2 ст. н. е. наступає новий розквіт міста, споруджуються оборонні мури, монументальні будинки, храми Афродіти (богиня кохання і краси) і Посейдона (бог моря і мореплавства). Наприкінці 30-х рр. 3 ст. місто було розорено готами і відновлено тільки у 2-й пол. 3 ст. У 70-ті рр. 4 ст. Горгіппія остаточно занепала.

## Археологія
Розкопки міста почалися у 19 ст., досліджувалися кургани. Городище вперше розкопане у 1949 році В.Блаватським, систематично досліджується з 1960 - І.Кругликова, з 1972 — К.Алексєєва.

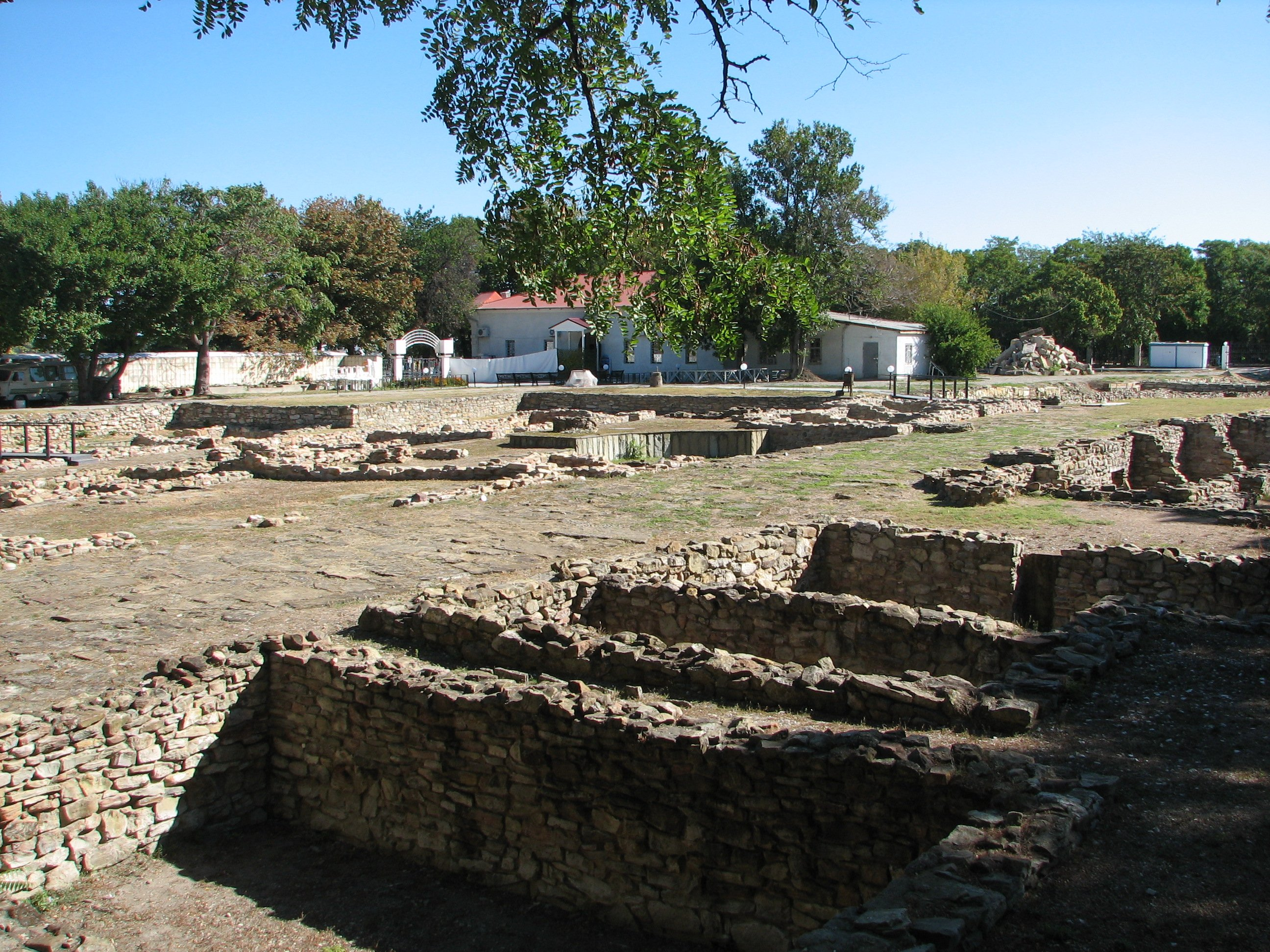
Розкопки будівель Горгіппії.
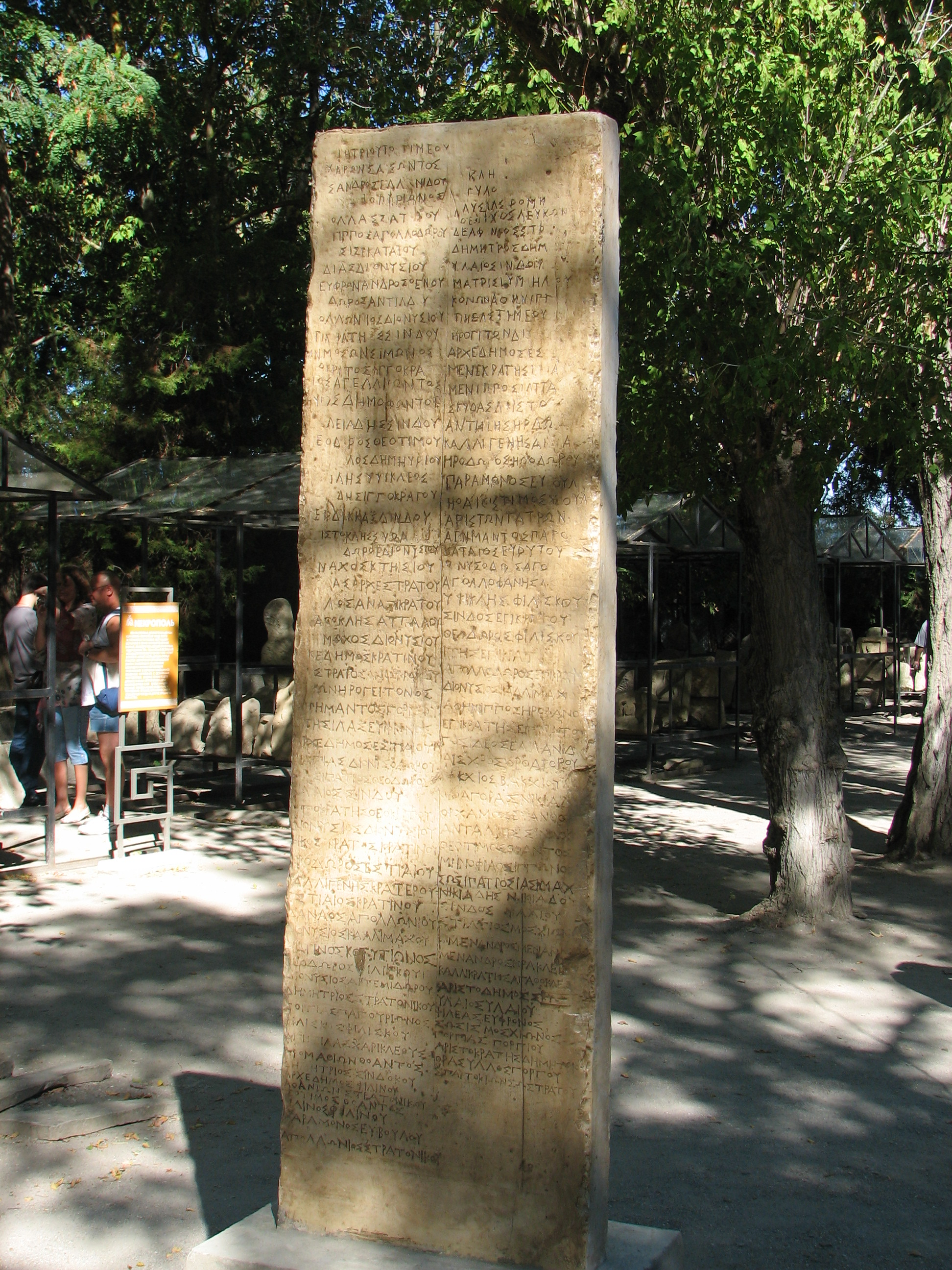
Давньогрецька стела.
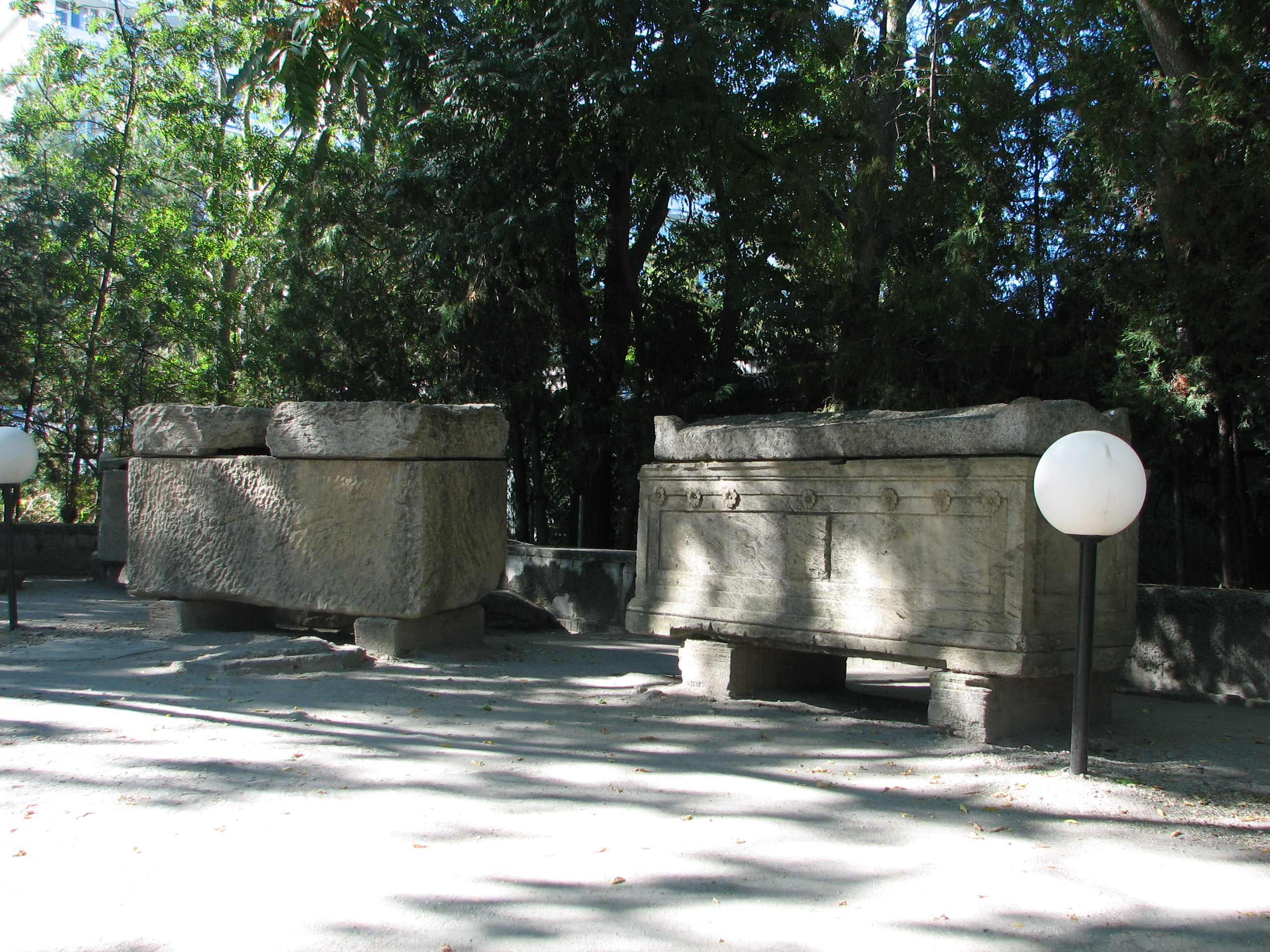
Горгіпські саркофаги
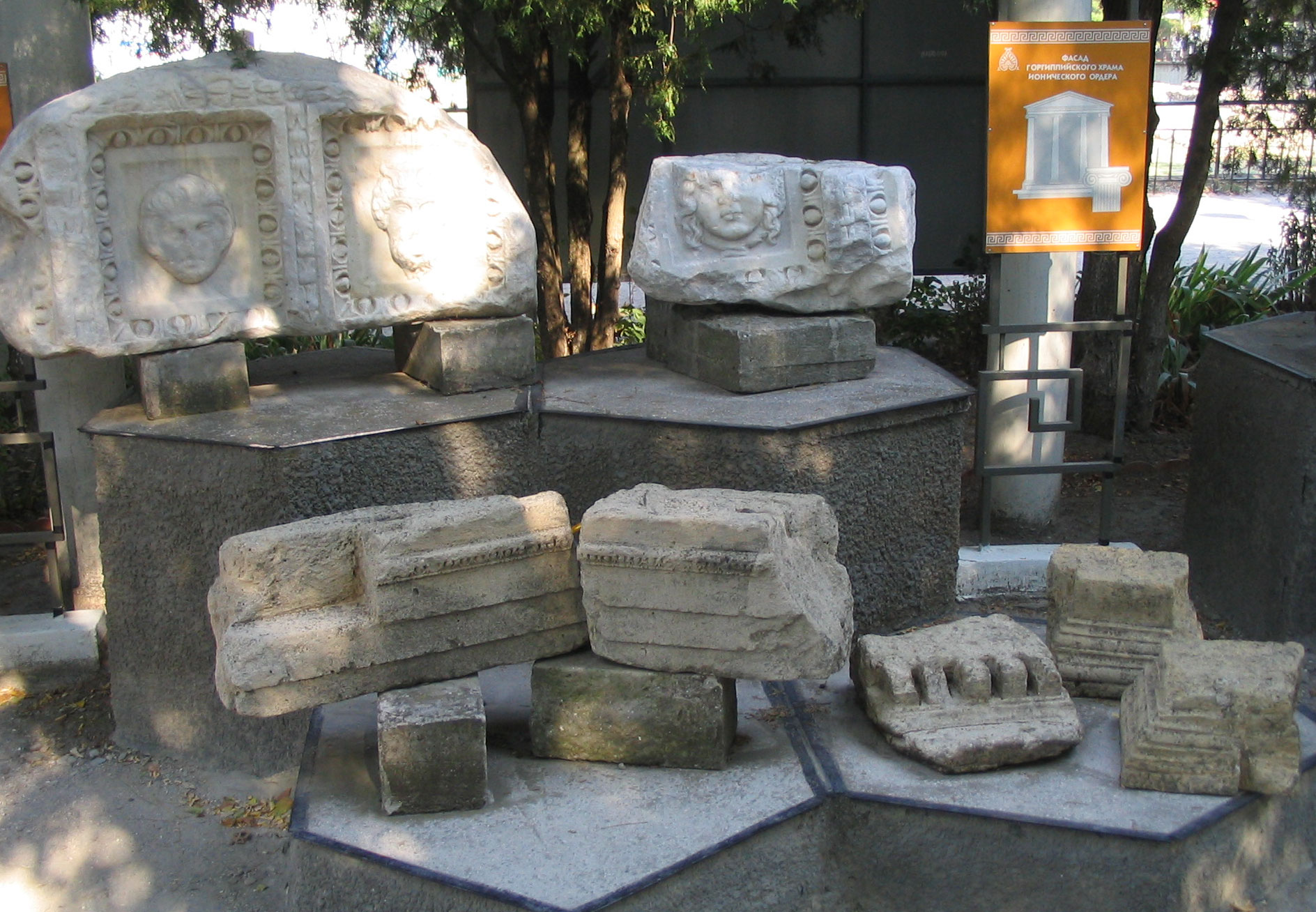
Залишки храму